# Gespräch zwischen einem Sanguineus und Melancholicus
Gespräch zwischen einem Sanguineus und Melancholicus (Wq 161,1; H.579) lautet die programmatische Überschrift einer dreisätzigen Triosonate von Carl Philipp Emanuel Bach für zwei Violinen und Basso continuo.

## Entstehung
1751, als Carl Philipp Emanuel Bach als Kammermusiker bei Friedrich dem Großen angestellt war, druckte der Nürnberger Verlag Balthasar Schmid zwei Triosonaten des Komponisten. Das erste Trio in c-Moll, im Jahre 1746 entstanden, trägt die Überschrift „Gespräch zwischen einem Sanguineo und Melancholico“. Es hat wie kaum eine andere Komposition Bachs von sich reden gemacht und wird unter anderem in Charles Burneys Reisebericht von 1773 erwähnt, der unmittelbar nach seinem Erscheinen ins Deutsche übersetzt wurde.
Dem kammermusikalischen Werk ist ein Vorbericht des Komponisten vorangestellt, der wie folgt beginnt:

„In dem ersten Trio hat man versuchet, durch Instrumente etwas, so viel als möglich ist, auszudrücken, wozu man sonst viel bequemer die Singstimme und Worte brauchet. Es soll gleichsam ein Gespräch zwischen einem Sanguineus und Melancholicus vorstellen, welche in dem ganzen ersten, und bis nahe ans Ende des zweyten Satzes, mit einander streiten, und sich bemühen, einer den anderen auf seine Seite zu ziehen; bis sie sich am Ende des zweyten Satzes vergleichen, indem der Melancholicus endlich nachgiebt, und des andern seinen Hauptsatz einnimmt.“

Es folgen sehr genaue „Anmerkungen über alle vorkommende Hauptstellen“ des Werks, so dass jeder einzelne Affekt, jede momentane Verdeutlichung der Situation vom Hörer nachvollzogen werden kann. Die charakterisierenden Begriffe sind zahlreich und reichen von brummen, tändeln, bitten, fragen über Schwermut und Munterkeit bis zu Bitterkeit und Traurigkeit. Angestrebt wird hier eine bildhafte, assoziative musikalische Sprache.
Von besonderer Bedeutung ist in diesem Stück der Dämpfer. Die zweite Violine, der die Rolle des Melancholikers zugedacht ist, beginnt ihren Einsatz con sordino und spielt dann an den Stellen ohne Dämpfer, wo sie sich von der ersten Violine, die den Part des Sanguinikers übernimmt, umstimmen lässt.

## Bedeutung
Bach berührt mit diesem Werk eine theoretische Fragestellung, die in der zeitgenössischen Musikästhetik mit Vehemenz diskutiert wurde: Was ist das Spezifische der Instrumentalmusik und wie lässt es sich definieren? Theoretiker wie Christian Gottfried Krause, Johann Joachim Quantz, Christoph Nichelmann und Friedrich Wilhelm Marpurg hatten, ausgehend von den Prämissen einer rationalistischen Philosophie, den Vorrang der Vokalmusik vor der Instrumentalmusik propagiert, weil darin die Worte die „deutliche Einsicht der Sachen“ zeigen würden. Quantz schreibt in diesem Zusammenhang: 

„Die Singmusik hat gewisse Vortheile, deren die Instrumentalmusik entbehren muß. Bey jener gereichen die Worte, und die Menschenstimme, den Componisten, sowohl in Ansehung der Erfindung, als der Ausnahme zum größten Vortheile.“

In diesem Trio tritt Bach den praktischen Beweis an, dass musikalische Inhalte auch ohne Worte bestimmbar sind. Trotz der zuweilen etwas vordergründig wirkenden illustrativen Elemente im erläuternden Programm, die sich auch als ein Zugeständnis an den Modegeschmack erweisen, der besonders in den Charakterstücken der französischen Cembalomusik zum Ausdruck kommt, ist Bach hier ein künstlerisch wertvolles Werk gelungen. Es enthält zahlreiche Ausdrucksgegensätze, die durch thematische Differenzierung, ständige Tempoänderungen und Wechsel von Dur und Moll ausgedrückt werden. Wie in anderen Werken zeigt sich auch hier Bachs Fähigkeit, motivisches Material auf mannigfache Weise zu verarbeiten, sei es durch imitatorische Stimmführung oder durch die Erzeugung origineller harmonischer Kombinationen.

## Ausgaben
- Sonata c-Moll für 2 Violinen und Generalbass. Hrsg. von K. Hoffmann. Neuhausen/Stuttgart: Hänssler, 1979 (HE 33.450). Partitur und Stimmen